# Tschammerpokal 1941
Der Tschammerpokal 1941 war die siebte Auflage des Wettbewerbs. Der Wettbewerb wurde erneut in vier Phasen ausgespielt. In der Vorrunde spielten die unterklassigsten Mannschaften um den Einzug in die Zwischenrunde, in der auch die Bezirksligisten in das Geschehen eingriffen. Anschließend wurde der Wettbewerb in sechs Gaugruppen fortgeführt, in denen die mittlerweile 20 Fußballgaue regional zusammengefasst waren. Durch weitere im Zweiten Weltkrieg annektierte Gebiete waren die Gaue Danzig-Westpreußen und Elsaß neu hinzugekommen. In jeweils vier Hauptrunden wurden die 64 Teilnehmer für die Schlussrunde ermittelt.
Insgesamt erreichten zehn Bezirksligamannschaften die erste Schlussrunde, mit dem Königsberger STV und dem LSV Kamp-Köslin gelang es zwei Teams auch die 1. Schlussrunde zu überstehen. Während Königsberg in der 2. Schlussrunde scheiterte, schaffte es der LSV Kamp bis ins Viertelfinale, wo man dem späteren Pokalsieger Dresdner SC unterlag. Für den Rekordsieg der Schlussrunde sorgten die Stuttgarter Kickers mit einem 17:0-Sieg über den VfB 05 Knielingen, eine bemerkenswerte Aufholjagd zeigte Borussia Fulda gegen die Kickers Offenbach, als man einen 0:5-Rückstand noch in ein 9:6 drehen konnte – der höchste Rückstand, den je eine Mannschaft im deutschen Pokalwettbewerb aufholen konnte.
Durch den Mitte 1941 beginnenden Krieg gegen die Sowjetunion standen den Vereinen viele Stammspieler nicht mehr zur Verfügung, was einige Pokalüberraschungen begünstigte. Insgesamt war die Teilnehmerzahl wieder etwas rückläufig, was vor allem daran lag, dass kleinere Vereine die Einberufung ihrer Mitglieder in die Wehrmacht nicht kompensieren konnten und sich vom Spielbetrieb abmelden mussten.
Der komplette Pokal wurde im K.-o.-System ausgespielt. Endete ein Spiel nach Verlängerung Unentschieden kam es zu einem Wiederholungsspiel.
Pokalsieger wurde der Dresdner SC durch einen 2:1-Erfolg über den FC Schalke 04 vor 70.000 Zuschauern im Berliner Olympiastadion.

## Gaugruppen – Hauptrunden 1 bis 4
Die Gaugruppenspiele fanden zwischen dem 20. April und 6. Juli statt.
| Gaugruppe Ostpreußen/Pommern/Danzig-Westpreußen    |
| Gaugruppe Sachsen/Schlesien/Brandenburg            |
| Gaugruppe Mitte/Nordmark/Niedersachsen             |
| Gaugruppe Westfalen/Niederrhein/Mittelrhein/Hessen |
| Gaugruppe Südwest/Baden/Württemberg/Elsaß          |
| Gaugruppe Bayern/Ostmark/Sudetenland               |

## 1. Schlussrunde
Die Partie SK Rapid Wien gegen FC Wien fand am 8. Juli statt, FK Austria Wien gegen SC Wacker Wien am 10. Juli. Die Spiele Holstein Kiel gegen Hamburger SV, SV Waldhof Mannheim gegen SpVgg Sandhofen, SSV Jahn Regensburg gegen TSV 1860 München und Schwaben Augsburg – 1.FCN am 12. Juli. Die Paarung LSV Wurzen gegen Dresdner SC wurde am 20. Juli ausgetragen, die restlichen Spiele am 13. Juli.
|                                   | Ergebnis             |                        | Ort, Station                                   |
| --------------------------------- | -------------------- | ---------------------- | ---------------------------------------------- |
| SK Rapid Wien                     | 4:3 (0:1)            | FC Wien                | Wien, Pfarrwiese                               |
| FK Austria Wien                   | 6:2 (5:1)            | SC Wacker Wien         | Wien, Wiener Sportclub-Platz                   |
| Holstein Kiel                     | 2:1 (1:0)            | Hamburger SV           | Kiel, Holstein-Stadion                         |
| SV Waldhof Mannheim               | 2:1 (1:1)            | SpVgg Sandhofen        | Mannheim, Stadion am Alsenweg                  |
| SSV Jahn Regensburg               | 2:6 (0:2)            | TSV 1860 München       | Regensburg, Jahnstadion                        |
| TSV Schwaben Augsburg             | 0:7 (0:2)            | 1. FC Nürnberg         | Augsburg, Schwaben-Platz                       |
| SV Prussia-Samland Königsberg     | 3:8 (0:3)            | Königsberger STV       | Königsberg, Sportplatz Steffeckstraße          |
| VfB Königsberg                    | kampflos             | Polizei Tilsit         |                                                |
| Preußen Danzig                    | 2:4 (2:1)            | Viktoria Stolp         | Danzig, Preußenplatz Bischofsberg              |
| HSV Hubertus Kolberg              | 2:3 (1:1)            | LSV Kamp-Köslin        | Kolberg, Militärsportplatz                     |
| LSV Stettin                       | 0:6 (0:2)            | Tennis Borussia Berlin | Stettin, Richard-Lindemann-Platz               |
| Hertha BSC                        | 1:2 (0:0)            | Blau-Weiß 90 Berlin    | Berlin, Polizei-Stadion                        |
| Vorwärts-Rasensport Gleiwitz      | 7:2 (2:1)            | DTSG Krakau            | Gleiwitz, Jahnstadion                          |
| Breslauer SpVg 02                 | 3:2 (1:0)            | Germania Königshütte   | Breslau, Sportpark Gräbschen                   |
| Dresdner Sportfreunde 01          | 0:2 (0:0)            | PSV Chemnitz           | Dresden, Sportfreunde-Platz Bärnsdorfer Straße |
| LSV Nordhausen                    | 2:4 (1:4)            | 1. SV Jena             | Nordhausen, Wacker-Sportplatz am Kuhberg       |
| Eimsbütteler TV                   | 1:2 (1:1)            | Werder Bremen          | Hamburg, Stadion Hoheluft                      |
| Eintracht Braunschweig            | 1:3 (1:3)            | Hannover 96            | Braunschweig, Eintracht-Stadion                |
| SV Linden 07                      | 6:5 n. V. (5:5, 3:2) | Wilhelmsburg 09        | Hannover, Schlageter Kampfbahn                 |
| Rot-Weiss Essen                   | 1:2 n. V. (1:1, 0:0) | FC Schalke 04          | Essen, Stadion an der Hafenstraße              |
| Westende Hamborn                  | 0:0 n. V.            | TuS Helene Altenessen  | Duisburg, Sportplatz Rönsberghof               |
| TuS Duisburg 48/99                | 0:1 (0:1)            | Schwarz-Weiß Essen     | Duisburg, Fugmann-Kampfbahn                    |
| SV Victoria Köln                  | (1)                  | Fortuna Düsseldorf     | Köln, Platz am Bonner Wall                     |
| Reichsbahn TSV Rot-Weiß Frankfurt | (2)                  | VfL Köln 1899          | Frankfurt, Rot-Weiß-Platz am Brentano-Bad      |
| SV Kurhessen Kassel               | 0:4 (0:1)            | BC Sport Kassel        | Kassel, Kurhessen-Platz                        |
| Borussia Fulda                    | 9:6 (1:5)            | Kickers Offenbach      | Fulda, Stadion Johannisau                      |
| 1. FC Rheinfelden                 | 0:2 (0:1)            | FC Mülhausen           | Rheinfelden, Platz des 1. FC                   |
| FV Metz                           | 4:0 (2:0)            | VfL Neckarau           | Metz, Städtisches Stadion                      |
| Stuttgarter Kickers               | 17:0 (8:0)           | VfB 05 Knielingen      | Stuttgart, Degerloch                           |
| SpVgg Fürth                       | 7:0 (2:0)            | Stuttgarter SC         | Fürth, Ronhof                                  |
| NSTG Prag                         | 1:2 (1:0)            | SK Admira Wien         | Prag, Platz der NSTG                           |
| LSV Wurzen                        | 1:4 (0:2)            | Dresdner SC            | Wurzen, Kasernenhof                            |

- Gegner Vom VfB Königsberg war Polizei Tilsit.

(Quelle Kicker Nr. 27 vom 8. Juli 1941, Seite 8)
- Auch die Begegnung Augsburg – Nürnberg fand am Samstag statt.

(Quelle Kicker Nr. 28 vom 15. Juli 1941, Seite 6)

### Wiederholungsspiele
Die Partie Victoria Köln gegen Fortuna Düsseldorf fand am 27. Juli statt, die beiden anderen Partien bereits am 20. Juli
|                                   | Ergebnis  |                    | Ort, Station                              |
| --------------------------------- | --------- | ------------------ | ----------------------------------------- |
| TuS Helene Altenessen             | 2:4 (2:1) | Westende Hamborn   | Essen, Stadion Bäuminghausstraße          |
| Reichsbahn TSV Rot-Weiß Frankfurt | 3:0 (1:0) | VfL Köln 1899      | Frankfurt, Rot-Weiß-Platz am Brentano-Bad |
| SV Victoria Köln                  | 0:4 (0:4) | Fortuna Düsseldorf | Köln, Platz am Bonner Wall                |

## 2. Schlussrunde
Die Partie Tennis Borussia Berlin gegen Blau-Weiß Berlin fand am 2. August statt, Schalke 04 gegen Fortuna Düsseldorf und 1. FC Nürnberg gegen SpVgg Fürth wurden am 10. August ausgetragen. Die restlichen Partien fanden am 3. August statt.
|                              | Ergebnis  |                                   | Ort, Station                      |
| ---------------------------- | --------- | --------------------------------- | --------------------------------- |
| Tennis Borussia Berlin       | 2:3 (2:1) | Blau-Weiß 90 Berlin               | Berlin, Polizei-Stadion           |
| Königsberger STV             | 0:7 (0:4) | VfB Königsberg                    | Königsberg, Horst-Wessel-Stadion  |
| Vorwärts Rasensport Gleiwitz | 6:1 (4:1) | Breslauer SpVg 02                 | Gleiwitz, Jahnstadion             |
| Polizei-SV Chemnitz          | 0:3 (0:0) | Dresdner SC                       | Chemnitz, PSV-Platz               |
| Viktoria Stolp               | 0:3 (0:0) | LSV Kamp-Köslin                   | Stolp, Hindenburg-Kampfbahn       |
| 1. SV Jena                   | 5:3 (1:0) | Borussia Fulda                    | Jena, Ernst-Abbe-Sportfeld        |
| Werder Bremen                | 1:2 (1:1) | Holstein Kiel                     | Bremen, Weserstadion              |
| Hannover 96                  | 5:1 (1:0) | SV Linden 07                      | Hannover, Hindenburg-Kampfbahn    |
| WKG Westende Hamborn         | 1:2 (0:2) | Schwarz-Weiß Essen                | Duisburg, Sportplatz Rönsberghof  |
| BC Sport Kassel              | 0:3 (0:2) | SV Waldhof Mannheim               | Kassel, Sportplatz Hafenbrücke    |
| FV Metz                      | 0:0 n. V. | Reichsbahn TSV Rot-Weiß Frankfurt | Metz, Saint-Symphorien-Stadion    |
| FC Mülhausen                 | 0:4 (0:1) | Stuttgarter Kickers               | Mülhausen, Velodrom               |
| TSV 1860 München             | 2:5 (1:2) | FK Austria Wien                   | München, Hanns-Braun-Kampfbahn    |
| SK Rapid Wien                | 3:5 (2:3) | SK Admira Wien                    | Wien, Stadion an der Hopfengasse  |
| FC Schalke 04                | 4:2 (4:0) | Fortuna Düsseldorf                | Gelsenkirchen, Glückauf-Kampfbahn |
| 1. FC Nürnberg               | 4:1 (3:0) | SpVgg Fürth                       | Nürnberg, Zabo                    |

### Wiederholungsspiel
Das Wiederholungsspiel fand am 10. August statt.
|                                   | Ergebnis  |         | Ort, Station                              |
| --------------------------------- | --------- | ------- | ----------------------------------------- |
| Reichsbahn TSV Rot-Weiß Frankfurt | 0:2 (0:0) | FV Metz | Frankfurt, Rot-Weiß-Platz am Brentano-Bad |

## Achtelfinale
Die Partie Schwarz-Weiß Essen gegen FC Schalke 04 fand am 31. August statt, die restlichen Partien wurden am 24. August ausgetragen.
|                     | Ergebnis  |                              | Ort, Station                    |
| ------------------- | --------- | ---------------------------- | ------------------------------- |
| LSV Kamp-Köslin     | 3:2 (1:1) | VfB Königsberg               | Köslin, Neukampfbahn            |
| Holstein Kiel       | 4:0 (1:0) | Blau-Weiß 90 Berlin          | Kiel, Holstein-Stadion          |
| FK Austria Wien     | 8:0 (2:0) | Vorwärts Rasensport Gleiwitz | Wien, Praterstadion             |
| Dresdner SC         | 9:2 (4:2) | Hannover 96                  | Dresden, Stadion am Ostragehege |
| SV Waldhof Mannheim | 0:1 (0:0) | SK Admira Wien               | Mannheim, Stadion am Alsenweg   |
| Stuttgarter Kickers | 4:1 (2:1) | 1. FC Nürnberg               | Stuttgart, Degerloch            |
| 1. SV Jena          | 3:0 (1:0) | FV Metz                      | Jena, Ernst-Abbe-Sportfeld      |
| Schwarz-Weiß Essen  | 1:5 (1:2) | FC Schalke 04                | Essen, Uhlenkrugstadion         |

## Viertelfinale
Die Viertelfinalpaarungen wurden am 21. September ausgetragen.
|                 | Ergebnis  |                     | Ort, Station                      |
| --------------- | --------- | ------------------- | --------------------------------- |
| Holstein Kiel   | 2:1 (2:0) | 1. SV Jena          | Kiel, Holstein-Stadion            |
| LSV Kamp-Köslin | 1:4 (0:2) | Dresdner SC         | Stettin, Richard-Lindemann-Platz  |
| SK Admira Wien  | 5:0 (4:0) | Stuttgarter Kickers | Wien, Stadion an der Hopfengasse  |
| FC Schalke 04   | 4:1 (1:1) | FK Austria Wien     | Gelsenkirchen, Glückauf-Kampfbahn |

## Halbfinale
Beide Halbfinalpartien fanden am 12. Oktober statt.
|               | Ergebnis  |                | Ort, Station                      |
| ------------- | --------- | -------------- | --------------------------------- |
| Dresdner SC   | 4:2 (3:1) | SK Admira Wien | Dresden, Stadion am Ostragehege   |
| FC Schalke 04 | 6:0 (2:0) | Holstein Kiel  | Gelsenkirchen, Glückauf-Kampfbahn |

## Finale
| Dresdner SC | Dresdner SC | FC Schalke 04 | FC Schalke 04 |
| --- | --- | --- | ------------- |
| Dresdner SC | \| Sonntag, 2. November 1941 in Berlin (Olympiastadion) \| \| Ergebnis: 2:1 (1:0) \| \| Zuschauer: 65.000 \| \| Schiedsrichter: Helmuth Fink (Frankfurt) 00000Spielbericht Mit Schalke 04 und dem Dresdner SC trafen der Zweite und der Dritte der Deutschen Meisterschaft 1941 aufeinander, die Dresdner gingen als Pokalverteidiger an den Start. Dresdens Trainer Georg Köhler schickte seine Mannschaft mit der Devise auf das Feld, die Schalker Abwehr mit langen Pässen auf die Außenläufer auszuspielen. Das Rezept ging bereits nach neun Minuten auf, als der Linksaußenstürmer Heinrich Kugler seine Mannschaft mit 1:0 in Führung brachte. Es dauerte bis zum Wiederanpfiff zur zweiten Halbzeit, ehe Schalke sein Spiel gefunden hatte. Mit drangvollen Aktionen schnürten sie nun die Dresdner in deren Spielhälfte ein, und der halblinks spielende Stürmer Ernst Kuzorra konnte in der 54. Minute den Ausgleich erzielen. Der DSC ließ sich davon jedoch nicht beeindrucken und vertraute auf sein Konterspiel. Bereits zwei Minuten nach dem Ausgleichstreffer konnte Dresdens Gastspieler vom Hamburger SV, Linksaußen Gustav Carstens, seinen Gegenspieler Herbert Burdenski überlaufen und seine Mannschaft erneut in Führung bringen. Die Knappen versuchten weiterhin mit ständigen Angriffswellen dem Spiel noch einmal eine Wendung zu geben, doch die Dresdner Abwehr hielt dem Sturmlauf Stand und sicherte so die Pokalverteidigung. \| | \| Sonntag, 2. November 1941 in Berlin (Olympiastadion) \| \| Ergebnis: 2:1 (1:0) \| \| Zuschauer: 65.000 \| \| Schiedsrichter: Helmuth Fink (Frankfurt) 00000Spielbericht Mit Schalke 04 und dem Dresdner SC trafen der Zweite und der Dritte der Deutschen Meisterschaft 1941 aufeinander, die Dresdner gingen als Pokalverteidiger an den Start. Dresdens Trainer Georg Köhler schickte seine Mannschaft mit der Devise auf das Feld, die Schalker Abwehr mit langen Pässen auf die Außenläufer auszuspielen. Das Rezept ging bereits nach neun Minuten auf, als der Linksaußenstürmer Heinrich Kugler seine Mannschaft mit 1:0 in Führung brachte. Es dauerte bis zum Wiederanpfiff zur zweiten Halbzeit, ehe Schalke sein Spiel gefunden hatte. Mit drangvollen Aktionen schnürten sie nun die Dresdner in deren Spielhälfte ein, und der halblinks spielende Stürmer Ernst Kuzorra konnte in der 54. Minute den Ausgleich erzielen. Der DSC ließ sich davon jedoch nicht beeindrucken und vertraute auf sein Konterspiel. Bereits zwei Minuten nach dem Ausgleichstreffer konnte Dresdens Gastspieler vom Hamburger SV, Linksaußen Gustav Carstens, seinen Gegenspieler Herbert Burdenski überlaufen und seine Mannschaft erneut in Führung bringen. Die Knappen versuchten weiterhin mit ständigen Angriffswellen dem Spiel noch einmal eine Wendung zu geben, doch die Dresdner Abwehr hielt dem Sturmlauf Stand und sicherte so die Pokalverteidigung. \| | FC Schalke 04 |
| Dresdner SC | Willibald Kreß – Karl Miller, Heinz Hempel – Herbert Pohl, Walter Dzur, Helmut Schubert – Heiner Kugler, Heinrich Schaffer, Richard Hofmann, Helmut Schön, Gustav Carstens Cheftrainer: Georg Köhler | Hans Klodt – Hans Bornemann, Otto Schweisfurth – Herbert Burdenski, Rudi Gellesch, Bernhard Füller – Ernst Kalwitzki, Fritz Szepan, Hermann Eppenhoff, Ernst Kuzorra , Karl Barufka Cheftrainer: Otto Faist | FC Schalke 04 |
| Dresdner SC | 1:0 Kugler (8.) 2:1 Carstens (53.) | 1:1 Kuzorra (51.) | FC Schalke 04 |
| Sonntag, 2. November 1941 in Berlin (Olympiastadion) | | |               |
| Ergebnis: 2:1 (1:0) | | |               |
| Zuschauer: 65.000 | | |               |
| Schiedsrichter: Helmuth Fink (Frankfurt) 00000Spielbericht Mit Schalke 04 und dem Dresdner SC trafen der Zweite und der Dritte der Deutschen Meisterschaft 1941 aufeinander, die Dresdner gingen als Pokalverteidiger an den Start. Dresdens Trainer Georg Köhler schickte seine Mannschaft mit der Devise auf das Feld, die Schalker Abwehr mit langen Pässen auf die Außenläufer auszuspielen. Das Rezept ging bereits nach neun Minuten auf, als der Linksaußenstürmer Heinrich Kugler seine Mannschaft mit 1:0 in Führung brachte. Es dauerte bis zum Wiederanpfiff zur zweiten Halbzeit, ehe Schalke sein Spiel gefunden hatte. Mit drangvollen Aktionen schnürten sie nun die Dresdner in deren Spielhälfte ein, und der halblinks spielende Stürmer Ernst Kuzorra konnte in der 54. Minute den Ausgleich erzielen. Der DSC ließ sich davon jedoch nicht beeindrucken und vertraute auf sein Konterspiel. Bereits zwei Minuten nach dem Ausgleichstreffer konnte Dresdens Gastspieler vom Hamburger SV, Linksaußen Gustav Carstens, seinen Gegenspieler Herbert Burdenski überlaufen und seine Mannschaft erneut in Führung bringen. Die Knappen versuchten weiterhin mit ständigen Angriffswellen dem Spiel noch einmal eine Wendung zu geben, doch die Dresdner Abwehr hielt dem Sturmlauf Stand und sicherte so die Pokalverteidigung. | | |               |

## Erfolgreichste Torschützen
(1. Schlussrunde bis Finale)
| Spieler        | Verein                       | Tore |
| -------------- | ---------------------------- | ---- |
| Edmund Conen   | Stuttgarter Kickers          | 8    |
| Ludwig Gärtner | Borussia Fulda               | 7    |
| Heiner Kugler  | Dresdner SC                  | 7    |
| Georg Wostal   | Vorwärts Rasensport Gleiwitz | 7    |
| Möhrke         | Königsberger STV             | 6    |
| Franz Riegler  | Austria Wien                 | 6    |
| Albert Sing    | Stuttgarter Kickers          | 6    |